# Calle Schewens vals
Calle Schewens vals, ursprungligen I Roslagens famn, med inledningsorden "I Roslagens famn på den blommande ö", är en visa av Evert Taube, som blivit vanlig som allsång.
Visan var inträdesprovet för Evert Taube som ville bli medlem i ordenssällskapet Pelarorden 1931. Taube "togs till fånga" på ön Håtö Svansar och släpptes inte förrän han på Albert Engströms order skrivit en visa om "den stockholmska skärgården och Roslagens högsommarluft och småningom allt dunklare julinätter". Carl von Schewen var en av medlemmarna i orden, och det var han som blev odödliggjord som Calle Schewen. Evert Taube har själv skrivit om händelsen: "Jag sjöng. Det blev tyst. Jag slutade. Fortfarande lika tyst," berättar författaren. "Den obeskrivligt fina stämning, som är julinattens i Roslagen, hade inte förstörts av min visa. Det kände jag — och alla. Plötsligt reste sig en åttioårig fiskare i blå korderoj, hakskägg och stärkt lågkrage, vände sig åt Carl von Schewens håll och ropade med skärpan hos en sjöman: Tack, Calle Schewen!"
Balladen publicerades första gången 1931 då Hasse Zetterström lät trycka den i tidningen Söndagsnisse-Strix. Taube gav den då helt tillfälligt namnet Calle Schewens vals för att apostrofera vänskapen mellan förre Strixredaktören Albert Engström och visans hjälte, godsägaren och fideikommissarien Carl von Schewen på Håtö. Han lät sjunga in sången på skiva, och inspelningen gavs ut 1932. Den publicerades i visboken Den Gyldene Fredens folianter 1934.
Sången sjungs i filmen Äppelkriget av Max von Sydow, Martin Ljung, Birgitta Andersson och Monica Zetterlund. Även Evert Taube själv medverkar.